# ヴァシレフス・ゲオルギオス (駆逐艦)
ヴァシレフス・ゲオルギオス (Βασιλεύς Γεώργιος) はギリシャ海軍の駆逐艦。ヴァシレフス・ゲオルギオス級。

## 艦歴
ヴァシレフス・ゲオルギオス級2隻は1937年1月29日にイギリスのヤーロー社に発注された。1937年2月起工。1938年3月3日進水。ギリシャで兵装の装備が行われた後1939年2月15日に就役した。
「ヴァシレフス・ゲオルギオス」は駆逐艦戦隊旗艦をつとめた。 
1940年8月15日に巡洋艦「エリ」がティノス島でイタリア潜水艦に撃沈されると、ヴァシレフス・ゲオルギオス級2隻はティノス島にあった船舶を本土へ移す任務に従事した。
イタリアがギリシャへ侵攻すると、敵補給路攻撃や船団護衛などに従事した。1940年11月14-15日には「ヴァシレフス・ゲオルギオス」を含むギリシャ駆逐艦4隻がオトラント海峡へ出撃したが、敵を見なかった。また、1941年1月5-6日には「ヴァシレフス・ゲオルギオス」など5隻のギリシャ駆逐艦がヴァロナ近くの場所へ艦砲射撃を行った。1941年3月1日、ヴァシレフス・ゲオルギオス級2隻は金塊の本土からクレタ島への輸送に従事。

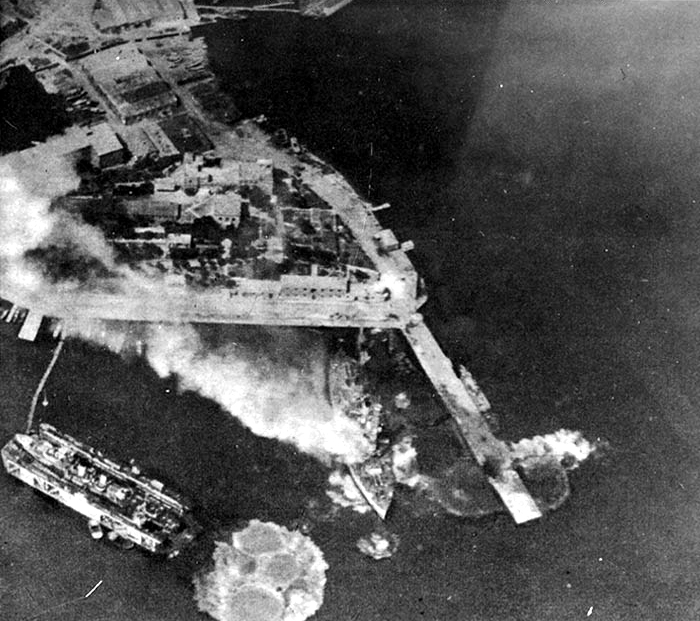
1914年4月、ドイツ軍のJu87急降下爆撃機による攻撃を受けるサラミス島の海軍基地。浮きドックに入ったヴァシレフス・ゲオルギオスは左下に見える。

4月6日にドイツ軍の侵攻が開始されると、ヴァシレフス・ゲオルギオス級駆逐艦はギリシャ・エジプト間（クレタ島経由）で船団護衛に従事。4月12-13日、サロニコス湾に停泊中であったヴァシレフス・ゲオルギオスはドイツ軍機による攻撃を受けて至近弾により大きな損害を受け浸水。大きく傾斜した状態でどうにかサラミス海軍基地までたどり着き、ドック入りした。しかし、ギリシャ側の手により4月20日にヴァシレフス・ゲオルギオスごと浮きドックは沈められた。
ヴァシレフス・ゲオルギオスはドイツ側によって引き揚げられて修理され、ドイツ海軍でZG3として就役した。

## 註
1. ↑  資料によってドックが沈んだ理由は異なっている。Gröner、Koop、Schmolkeはドイツ軍のJu87急降下爆撃機により沈められたとするが[6][7]、Rohwerは、その攻撃では損傷しただけにとどまる、とする[8]。